# Fours (Nièvre)
Fours  es una población y comuna francesa, situada en la región de Borgoña, departamento de Nièvre, en el distrito de Ville de Château-Chinon y cantón de Fours. En el año 2021, la población censada fue 628 habitantes.

## Demografía
| 859 | 843 | 779 | 779 | 734 | 780 | 778 | 663 | 628 |
| Para los censos de 1962 a 1999 la población legal corresponde a la población sin duplicidades (Fuente: INSEE [Consultar]) |     |     |     |     |     |     |     |     |